# شارون جارفيس
شارون جارفيس (بالإنجليزية: Sharon Jarvis)‏ هي فارسة ‏ أسترالية، ولدت في 31 أكتوبر 1978.

## وصلات خارجية
- شارون جارفيس على موقع الاتحاد الدولي للفروسية (الإنجليزية)
- شارون جارفيس على موقع FEI (رابط بديل) (الإنجليزية)
- شارون جارفيس على موقع Paralympic.org (الإنجليزية)
- شارون جارفيس على موقع اللجنة البارالمبية الأسترالية (الإنجليزية)